# Marmirolo
Marmirolo és un municipi situat al territori de la província de Màntua, a la regió de la Llombardia, (Itàlia).
Marmirolo limita amb els municipis de Goito, Porto Mantovano, Roverbella, Valeggio sul Mincio i Volta Mantovana.
Pertanyen al municipi les frazioni de Marengo, Pozzolo, San Brizio, Campagnazza i Rotta

## Galeria

Localització de Marmirolo a la província de Màntua